# Manjerico
O manjerico (Ocimum minimum L.) pertence, tal como o seu parente mais próximo - o manjericão (Ocimum basilicum L.) - à família de plantas Lamiaceae.

## Tradição
Em Portugal, o manjerico é uma planta bastante associada com as festas de Santo António e de São João, realizadas em 13 e 24 de junho, respectivamente, em vários municípios.
Na tradição popular das festas em honra de Santo António em Lisboa, por exemplo, é costume os rapazes comprarem um manjerico num pequeno vaso, para oferecer à namorada, o qual traz uma bandeirinha com uma quadra popular, por vezes brejeira ou jocosa, tal como acontece no São João do Porto.
O manjerico é muito famoso por o seu cheiro e por ser uma planta muito sensível.